# Бири, Уоллес
Уоллес Фицджеральд Бири (англ. Wallace Fitzgerald Beery, 1 апреля 1885 — 15 апреля 1949) — американский актёр, лауреат премии «Оскар». За свою карьеру, длившуюся около сорока лет, Бири появился почти в 250 фильмах.

## Ранние годы
Уоллес Фицджеральд Бири родился в Канзас-Сити в апреле 1885 года. Его два старших брата, Ной Бири-старший и Ной Бири-младший, также стали актёрами. В 16 лет он убежал из дома и нашёл себе работу в цирке, в качестве помощника дрессировщика слона. Спустя два года он покинул цирк, после того как его поцарапал леопард. После этого Бири перебрался в Нью-Йорк, где стал выступать в качестве певца в комедийной оперетте, а вскоре дебютировал на Бродвее.

## Карьера
В 1913 году Бири переехал в Чикаго, где состоялся его кинодебют в немом фильме на студии Essanay Studios. После того как студия переместилась в Калифорнию, Бири так же сменил место жительства. Среди его киноролей часто были злодеи и бандиты, среди которых Панчо Вилья, которого он сыграл дважды — в немом фильме «Патрия» 1917 года, а затем в хите MGM «Вива, Вилья!» в 1934 году. В 1920-х годах заметными были его роли в фильмах «Последний из могикан» (1920), «Робин Гуд» (1922) и «Затерянный мир» (1925).
С началом эры звукового кино Уоллесу Бири не составило трудностей успешно продолжить свою карьеру и далее, благодаря его грубому протяжному голосу, который заинтересовал продюсера Ирвинга Талберга со студии MGM. В 1930 году, за роль в фильме «Казённый дом», Бири был номинирован на «Оскар», а два года спустя удостоился этой награды Американской киноакадемии за роль в спортивной драме «Чемпион» (1931). В 1934 году за роль Панчо Вильи в фильме «Вива, Вилья!» актёр удостоился золотой медали на Венецианском кинофестивале.

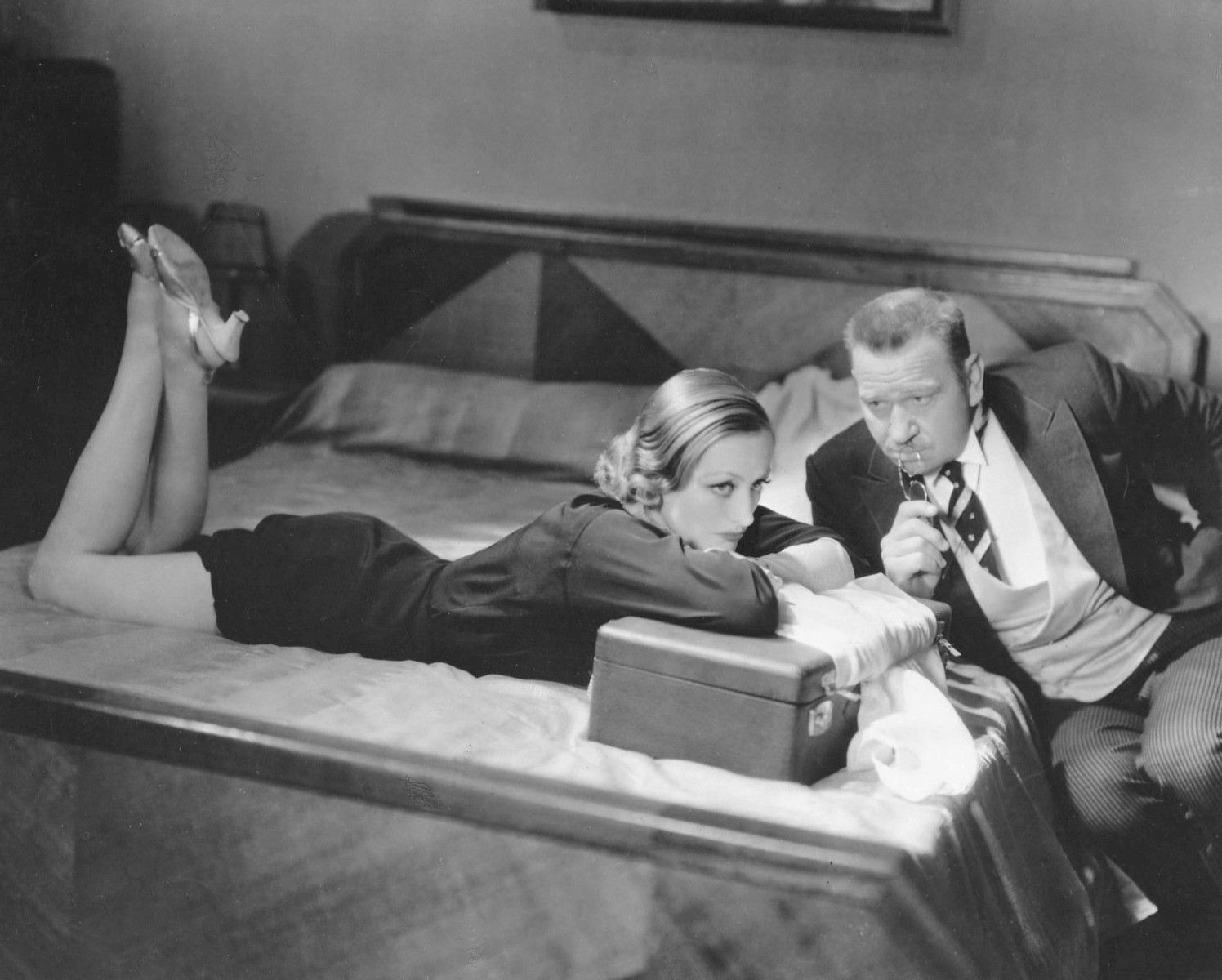
С Джоан Кроуфорд в «Гранд-отеле» (1932)

В 1930-х годах Бири исполнил ещё ряд успешных ролей, среди которых Прайсинг в драме «Гранд-отель» (1932) с Гретой Гарбо и Джоан Кроуфорд и Джеймси Макардл в приключенческой мелодраме «Китайские моря» (1935) с Кларком Гейблом и Джин Харлоу. В те годы актёр входил в десятку самых высокооплачиваемых звёзд Голливуда. Одно время в его контракте с MGM указывалось, что ему будут платить на 1$ больше, чем любому другому актёру, что делало его самым высокооплачиваемым актёром студии.
В 1937 году Уоллес Бири оказался втянут в историю с гибелью популярно американского комика Теда Хили. Как утверждалось, Бири, а также продюсер MGM Альберт Брокколи и гангстер Пэт Дичикко, избили Хили до смерти 21 декабря 1937 года. По распоряжению главы MGM Луиса Б. Майера Уоллес Бири, как наиболее ценный свидетель, вскоре после этого был отправлен в четырёхмесячную командировку в Европу, а студия тем временем пустила слух о причастности к убийству трёх студентов. Всё же эта версия никогда не была официально подтверждена и до сих пор остаётся домыслом журналистов.
Уоллес Бири в кругу кинематографистов слыл человеком с тяжёлым характером. Джеки Купер, который будучи ребёнком снялся в нескольких фильмах с ним, называл его Бири-«большое разочарование» и обвинял актёра в частых попытках спровоцировать его, или вовсе сорвать съёмки сцен с ним, якобы из-за ревности к его успеху. Маргарет О’Брайен, которая в детстве так же снималась с Бири, призналась позже, что была вынуждена искать защиты от Бири у членов съёмочной команды, потому что актёр часто щипал её.
Уоллес Бири продолжал много сниматься в кино на протяжении всех 1940-х годов, хотя к концу десятилетия его карьера постепенно пошла на спад. Актёр скончался от сердечного приступа в своём доме в Беверли-Хиллз в апреле 1949 года, спустя две недели после своего 64-го дня рождения. Его вклад в киноиндустрию был отмечен звездой на голливудской «Аллее славы».

## Личная жизнь
В 1916 году Уоллес Бири женился на актрисе Глории Свенсон, брак с которой продлился всего три года, и распался из-за пристрастия Бири к алкоголю и побоев супруги. За годы супружеской жизни они дважды появились вместе на киноэкранах. В 1924 году актёр женился на Рите Гилман, вместе с которой удочерил племянницу супруги, но в 1939 году их брак распался.

## Избранная фильмография
| Год  |     | Русское название         | Оригинальное название    | Роль                  |
| ---- | --- | ------------------------ | ------------------------ | --------------------- |
| 1919 | ф   | Победа                   | Victory                  | Август Шомберг        |
| 1920 | ф   | Последний из могикан     | The Last of the Mohicans | Магуа                 |
| 1921 | ф   | История двух миров       | A Tale of Two Worlds     | Линг Джо              |
| 1922 | ф   | Робин Гуд                | Robin Hood               | Ричард Львиное Сердце |
| 1923 | ф   | Три эпохи                | Three Ages               | злодей                |
| 1924 | ф   | Морской ястреб           | Sea Hawk                 | капитан Джаспер Ли    |
| 1925 | ф   | Затерянный мир           | The Lost World           | профессор Челленджер  |
| 1926 | ф   | Старые броненосцы        | Old Ironsides            | Босн                  |
| 1930 | ф   | Казённый дом             | The Big House            | Бутч Шмидт            |
| 1930 | ф   | Мин и Билл               | Min and Bill             | Билл                  |
| 1931 | кор | Украденные драгоценности | The Stolen Jools         | сержант полиции       |
| 1931 | ф   | Секретная шестёрка       | The Secret 6             | Луис «Луи» Скорпион   |
| 1931 | ф   | Чемпион                  | The Champ                | Энди Перселл          |
| 1932 | ф   | Гранд-отель              | Grand Hotel              | Прейсинг              |
| 1932 | ф   | Плоть                    | Flesh                    | Полокай               |
| 1933 | ф   | Обед в восемь            | Dinner at Eight          | Дэн Пакард            |
| 1934 | ф   | Вива, Вилья!             | Viva Villa!              | Панчо Вилья           |
| 1934 | ф   | Остров сокровищ          | Treasure Island          | Джон Сильвер          |
| 1935 | ф   | Китайские моря           | China Seas               | Джеймси Макардл       |
| 1940 | ф   | Человек из Дакоты        | The Man from Dakota      | сержант Барстоу       |
| 1948 | ф   | Свидание с Джуди         | A Date With Judy         | Мелвин Колнер Фостер  |

## Награды и номинации
| Награда                    | Год  | Категория           | Название работы | Результат |
| -------------------------- | ---- | ------------------- | --------------- | --------- |
| Оскар                      | 1930 | Лучшая мужская роль | Казённый дом    | Номинация |
| Оскар                      | 1932 | Лучшая мужская роль | Чемпион         | Победа    |
| Венецианский кинофестиваль | 1934 | Лучшая мужская роль | Вива, Вилья!    | Победа    |